# Quartier d'Auteuil
Pour les articles homonymes, voir Auteuil.
Le quartier d’Auteuil est le 61e quartier administratif de Paris et un des quatre situés dans le 16e arrondissement, entre le bois de Boulogne et la Seine, dans l'ouest de Paris. C'est une partie de l'ancienne commune du même nom qui exista de la Révolution jusqu'à l'annexion de 1860.

## Toponymie
L'étymologie du nom « Auteuil » est controversée : il dériverait d'Autholium à partir du latin altus, « élevé » et -ialo, « clairière, endroit ».

## Histoire
En 1860, lors de l'extension de Paris du mur des Fermiers généraux à l'enceinte de Thiers, la commune d'Auteuil est supprimée et son territoire est réparti par simple décret entre Paris et Boulogne, ce qui entraînera des litiges jusqu'en 1929, comme suit :
- la partie intérieure à l'enceinte, soit un peu moins de la moitié du territoire, est rattachée à Paris, devenant un quartier du 16e arrondissement ;
- la partie extérieure à l'enceinte, la moins construite et de loin la moins habitée, est rattachée à Boulogne en compensation de Longchamp dont le duc de Morny l'avait spolié pour construire l'hippodrome, lequel reste ainsi inclus dans Paris.

Répartition du territoire communal d'Auteuil rattaché à Boulogne-Billancourt et Paris (en rouge).
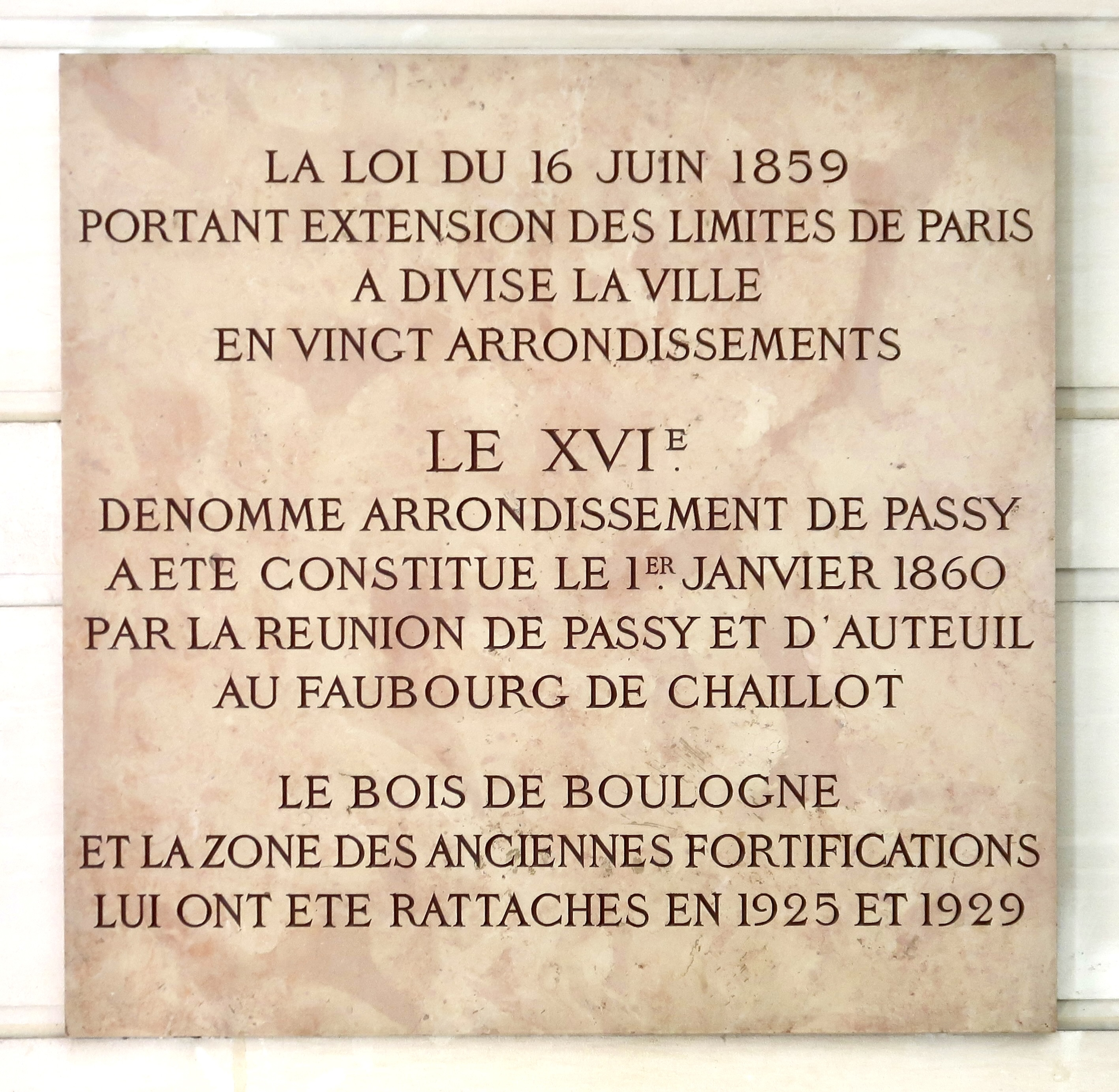
Plaque commémorant la création du 16e arrondissement à la suite de l'extension de Paris, qui est alors passé de 12 à 20 arrondissements.

## Évolution démographique
| Année | Population | Densité (hab. par km2) | Croissance annuelle depuis le dernier recensement |
| ----- | ---------- | ---------------------- | ------------------------------------------------- |
| 1861  | 6 545      | 2 160                  | création                                          |
| 1881  | 12 514     | 4 130                  | + 91,20 %                                         |
| 1901  | 21 200     | 6 997                  | + 69,41 %                                         |
| 1911  | 39 010     | 12 875                 | + 84,01 %                                         |
| 1936  | 71 200     | 23 498                 | + 82,52 %                                         |
| 1962  | 89 300     | 29 472                 | + 25,42 %                                         |
| 1975  | 76 050     | 25 099                 | - 14,84 %                                         |
| 1999  | 67 900     | 22 409                 | - 10,72 %                                         |

À la date de son annexion à Paris, le territoire du quartier d'Auteuil était moins urbanisé que ceux des quartiers de la Muette (ancien village de Passy) et de Chaillot. Sa croissance permise par les lotissements de réserves foncières jusque dans la période de l'entre-deux-guerres (par exemple celui du parc de l'ancien château de la Tuilerie) est particulièrement forte de 1900 à 1936,.

## Sites et monuments
- Nombre de réalisations d'Hector Guimard (atelier Carpeaux, castel Béranger, hôtel Guimard, hôtel Mezzara, hôtel Jassedé, immeuble Jassedé)
- Jardin des serres
- Parc Sainte-Périne
- Lycée Jean-Baptiste-Say (son pavillon central, l'hôtel Galpin, est inscrit aux monuments historiques)
- Église Notre-Dame (notamment son campanile)
- Cimetière d'Auteuil
- Fondation Le Corbusier
- Pavillon de l'eau
- La dernière maison d'Olympe de Gouges (4 rue du Buis)
- École normale d'instituteurs de Paris
- Apprentis d'Auteuil
- Piscine Molitor (monument historique)
- Stade Roland-Garros
- Parc des Princes
- Hippodrome d'Auteuil

## Personnalités
- Léon Achard (1831-1905), ténor français, mort au 63 rue Michel-Ange[8].

## Dans la culture

### Dans la littérature
- Le charme champêtre d'Auteuil et son calme ont été très prisés. Des Parisiens fortunés y installaient leur maison de campagne, comme décrit dans Le Comte de Monte-Cristo (1844)[9] ou encore L'Éducation sentimentale (1869) de Gustave Flaubert.
- Dans Le Flâneur des deux rives (1918), le poète Guillaume Apollinaire consacre un chapitre à ses « Souvenir d’Auteuil »[10].